# Tiberius Claudius Zosimus
Tiberius Claudius Zosimus lebte im 1. Jahrhundert und war ein Freigelassener (libertus) des Kaisers Claudius oder des Kaisers Nero. Er diente am kaiserlichen Hof, wo er als Vorsteher der kaiserlichen Vorkoster (procurator praegustatorum Imperatoris) eingesetzt war. Tiberius Claudius Zosimus ist durch die Grabinschrift aus dem Jahr 83 bekannt, die im heutigen Mainz gefunden wurde. Er befand sich im Gefolge des Kaisers Domitian, der in Mogontiacum einen Feldzug gegen die Chatten vorbereitete. Die Gebeine des Tiberius Claudius Zosimus wurden später nach Rom überführt, wo ihm von seinen Angehörigen eine zweite Grabinschrift gesetzt wurde.